# Недыбалюк, Анатолий Петрович
Анатолий Петрович Недыбалюк (укр. Анатолій Петрович Недибалюк; род. 4 мая 1951, Клекотина, Винницкая область) — советский украинский легкоатлет, специалист по бегу на средние и длинные дистанции. Выступал на всесоюзном уровне в 1970-х годах, чемпион СССР в беге на 5000 метров на открытом стадионе и в беге на 3000 метров в помещении, победитель и призёр ряда крупных стартов всесоюзного значения, участник Всемирной Универсиады в Риме. Представлял Винницу и спортивное общество «Буревестник». Мастер спорта СССР. Тренер по лёгкой атлетике.

## Биография
Анатолий Недыбалюк родился 4 мая 1951 года в селе Клекотина Шаргородского района Винницкой области Украинской ССР. Занимался лёгкой атлетикой в Виннице под руководством тренера Ю. Козловского, выступал за добровольное спортивное общество «Буревестник». Младшие братья Игорь и Виктор так же проявили себя в беге.
Первого серьёзного успеха на всесоюзном уровне добился в сезоне 1973 года, когда на зимнем чемпионате СССР в Москве выиграл серебряную медаль в беге на 3000 метров.
В 1974 году стал бронзовым призёром в беге на 1500 метров на соревнованиях в Подольске.
В 1975 году финишировал четвёртым в шоссейном пробеге в Любляне. Будучи студентом, представлял Советский Союз на Всемирной Универсиаде в Риме — в программе 5000 метров показал результат 14:07.74, расположившись в итоговом протоколе соревнований на 13-й строке.
В 1976 году стартовал в беге на 5000 метров на Мемориале братьев Знаменских в Москве, на пробегах в Загребе и Любляне получил серебро и бронзу соответственно.
В 1977 году превзошёл всех соперников в дисциплине 3000 метров на зимнем чемпионате СССР в Минске, тогда как в дисциплине 5000 метров стал пятым на Кубке Правды в Сочи и победил на летнем чемпионате СССР в Москве.
В 1978 году был седьмым на пробегах в Загребе и Любляне, в беге на 5000 метров выиграл домашние соревнования в Виннице и взял бронзу на Мемориале Знаменских в Вильнюсе.
В 1979 году финишировал шестым и вторым в дисциплинах 5000 и 10 000 метров на Кубке Правды в Сочи.
Окончил Винницкий государственный педагогический институт (1977). После завершения спортивной карьеры работал тренером по лёгкой атлетике в Виннице, в частности среди его учеников чемпион СССР и рекордсмен мира Александр Загоруйко.